# Godefroy de Forçant
Godefroy Anne de Forçant, aussi orthographié Godefroy de Forçanz, de Forsans ou de Forsan, né le 1er juin 1770 à Montauban-de-Bretagne et mort en 1809, est un officier de la Marine française et un explorateur qui s'est mis au service de Nguyen Anh, futur empereur Gia Long d'Annam, pays devenu le Viêt Nam. 
Godefroy Anne de Forsan est le fils de Guillaume de Forsan et d'Émilie Lamour. Il naît dans le hameau de Caslou, à Montauban-de-Bretagne, en Ille-et-Vilaine. 
Forçant a été commandant du navire de guerre français l’Aigle. 
En 1788, il fait route pour le Vietnam en compagnie de Jean-Baptiste Chaigneau, Philippe Vannier et Jean-Marie Dayot à la suite des encouragements de Pierre Pigneau de Behaine, évêque de Cochinchineet prête allégeance à Nguyễn Ánh. Il reçoit, ainsi que ses compagnons, le titre de trưởng cơ (掌奇) : mandarins militaires de deuxième classe du deuxième degré, et prend le nom vietnamien Lê Văn Lăng (黎文棱).